# Thiên Thai Đức Thiều
Thiên Thai Đức Thiều (zh. 天台德韶, ja. Tendai Tokushō, năm 891 - 28 tháng 6 năm 972) là Thiền Sư Trung Quốc, Tổ đời thứ hai của tông Pháp Nhãn, nối pháp Thiền Sư Pháp Nhãn Văn Ích. Pháp tử của Sư lên tới 81 vị, trong đó nổi danh nhất là Thiền Sư Vĩnh Minh Diên Thọ, Trường Thọ Bằng Ngạn, Đại Ninh Khả Hoằng.

## Cơ duyên và hành trạng
Sư họ Trần (zh. 陳), quê ở vùng Long Tuyền (zh. 龍泉), Xử Châu (zh. 處州), thuộc tỉnh Chiết Giang. Mẹ Sư nằm mộng thấy một luồng sáng chạm vào thân, nhân đó biết mình có thai. Đến khi Sư ra đời thì trong nhà xuất hiện nhiều điềm lạ.
Năm 15 tuổi, có vị tăng người Ấn Độ khuyên Sư nên đi xuất gia. Đến năm 17 tuổi, Sư xuất gia tại Long Quy Tự (zh. 龍歸寺) ở quê. Sang năm, Sư thụ giới Cụ túc tại Khai Nguyên Tự ở Tín Châu.
Tương truyền, trên con đường học đạo, Sư từng đến tham yết với 54 vị cao tăng thạc đức đương thời như Thiền Sư Đầu Tử Đại Đồng (zh. 投子大同), Sơ Sơn Khuông Nhân, Long Nha Cư Độn (zh. 龍牙居遁)... nhưng không được cơ duyên khế hợp.
Sau, Sư đến tham học dưới pháp hội của Thiền Sư Pháp Nhãn Văn Ích ở Lâm Xuyên. Một hôm, Thiền Sư Pháp Nhãn thượng đường, có vị tăng hỏi: "Thế nào là một giọt nước ở nguồn Tào?"  Pháp Nhãn đáp: "Là giọt nước ở nguồn Tào."  Vị tăng ấy mờ mịt không hiểu nên lui ra. Sư ngồi bên cạnh nghe được cuộc đàm thoại này bỗng hoát nhiên đại ngộ, tất cả những mối nghi ngờ từ trước đều dứt sạch hết. Sư cảm động đến rơi nước mắt làm ướt áo và trình chỗ sở ngộ cho Pháp Nhãn. Pháp Nhãn ấn khả và bảo: "Ngươi ngày sau sẽ làm thầy quốc vương, khiến ánh sáng đạo của Tổ Sư càng rộng lớn, ta không sánh bằng."
Sau khi đắc pháp, Sư đi du phương nhiều nơi và có vào núi Thiên Thai chiêm bái các di tích của Đại Sư Trí khải và thấy đó rất quen thuộc dường như là chỗ ở cũ của mình. Thêm nữa vì Sư lại cùng họ và cùng quê với Trí Khải nên người đời tin rằng Sư là Trí Khải tái sinh.
Trong quá trình hoằng pháp, đầu tiên Sư trụ trì ở chùa Bạch Sa. Lúc đó, Thái tử Trung Ý Vương của nước Ngô Việt đang trấn ở Thai Châu nghe danh nên thỉnh Sư đến để hỏi đạo. Sư có bảo: "Ngày sau làm chủ thiên hạ nên nhớ ơn Phật pháp." Niên hiệu Càn Hựu năm đầu (948), Thái tử lên ngôi, sai sứ thỉnh Sư, đối xử theo tình thầy trò.
Đương thời, Pháp Sư Loa Khê Nghĩa Tịch, vị tăng của tông Thiên Thai đang trụ trì tại chùa Quốc Thanh, than thở rằng kinh sách của tông Thiên thai đã bị thất lạc nhiều và nghe nói những kinh sách ấy hiện còn ở bên Cao Ly và nhờ Sư giúp đỡ thỉnh về. Sư bèn xin Ngô Việt Vương Tiền Thục sai sứ sang Cao Ly thỉnh các kinh sách của tông Thiên Thai về.
Sư có làm bài kệ để dạy chúng:
Phiên âm
Thông huyền phong đảnh
Bất thị nhân gian
Tâm ngoại vô pháp
Mãn mục thanh sơn.
Dịch nghĩa
Thấu huyền chót đỉnh
Chẳng phải nhân gian
Ngoài tâm không pháp
Đầy mắt núi xanh.
Pháp Nhãn nghe được kệ khen: "Một bài kệ này có thể làm sống dậy tông của ta."
Về sau, Sư đến trụ trì tại chùa Bát Nhã ở núi Thiên Thai và xây dựng hơn mấy chục đạo tràng, làm cho tông Pháp Nhãn phát triển và rộng truyền khắp nơi.
Một hôm trong lúc thuyết pháp có vị tăng hỏi Sư: "Người xưa nói: 'Người thấy Bát-nhã liền bị Bát-nhã trói, người chẳng thấy Bát-nhã cũng bị Bát-nhã trói?', đã thấy Bát-nhã vì sao lại bị Bát-nhã trói?" Sư đáp: "Ngươi nói Bát-nhã thấy cái gì?" Tăng thưa: "Chẳng thấy Bát-nhã vì sao cũng bị Bát-nhã trói?" Sư đáp: "Ngươi nói Bát-nhã chỗ nào chẳng thấy?" Sư lại bảo: "Nếu thấy Bát-nhã chẳng gọi là Bát-nhã, nếu chẳng thấy Bát-nhã cũng chẳng gọi là Bát-nhã. Hãy bảo nói cái gì là thấy chẳng thấy? Sở dĩ, cổ nhân nói nếu thiếu một pháp chẳng thành pháp thân, nếu dư một pháp cũng chẳng thành pháp thân; nếu có một pháp chẳng thành pháp thân, nếu không một pháp cũng chẳng thành pháp thân. Đây là chân tông Bát-nhã vậy."
Tháng 6 năm Khai Bảo thứ 5 (972) đời vua Tống Thái Tổ, có một ngôi sao lớn rơi xuống ngọn Phong Đính làm cho cây rừng đều biến màu trắng, Sư liền nhuốm bệnh nặng nhưng vẫn cố gắng trả lời khi có người đến tham vấn. Đến ngày 28, Sư tập hợp môn đệ lại và nói lời từ biệt. Xong, Sư ngồi kiết già thị tịch tại Liên Hoa Phong, thọ 82 tuổi, 65 tuổi hạ.